# Список війн за участю Киргизстану
У цій статті наведено неповний перелік основних війн та збройних конфліктів за участю Киргизстану, киргизького народу і регулярної киргизької армії в період коли існували незалежні киргизькі держави. 
У переліку вказана назва конфлікту, дата, ворогуючі сторони та його результат:
      Перемога Киргизстану
      Поразка Киргизстану
      Інший результат (Мирний договір або невизначений результат, статус-кво, результат громадянської війни, невідомий результат)
      Незавершений конфлікт

## Доба до каганату
Нижче наведено перелік війн киргизького народу до становлення Киргизького каганату. 
| Date     | Conflict                                                           | Combatant 1                           | Combatant 2              | Result |
| -------- | ------------------------------------------------------------------ | ------------------------------------- | ------------------------ | --- |
| 629 рік  | Підкорення киргизів плем'ям тілеса                                 | Єнісейські киргизи                    | Тілеса                   | Поразка. |
| VIII ст. | Боротьба Барс-бека за незалежність від Другого тюркського каганату | Єнісейські киргизи                    | Східно-тюркський каганат | Спочатку перемога, потім поразка. - Імперія Тан, Карлуки та Тюргеші визнали незалежність киргизів. - Барс-бек прийняв титул кагана. - Похід тюрок на киргизів. - Барс-Каган вбитий зимою 710/11 р. Підкорення киргизів тюркам. |
| VIII ст. | Подальша боротьба зі Другим тюркським каганату                     | Імперія Тан Єнісейські киргизи Уйгури | Східно-тюркський каганат | Перемога. - Кінець Східно-тюркського каганату. |
| VIII ст. | Підкорення киргизами сусідніх племен                               | Єнісейські киргизи                    | Різні племена            | Перемога. - Кангли, теїти, кесеки, толоси, тардуші, алакчини підкорені киргизами. - Становлення Киргизького каганату. |
| 758 рік  | Підкорення уйгурами киргизів                                       | Киргизький каганат                    | Уйгурський каганат       | Поразка. |

## Киргизький каганат
Нижче наведено перелік війн за часів Другого киргизького каганату. 
| Date          | Conflict                                                          | Combatant 1        | Combatant 2                                 | Result |
| ------------- | ----------------------------------------------------------------- | ------------------ | ------------------------------------------- | --- |
| 820-840 роки  | Війна киргизького народу за незалежність від Уйгурського каганату | Єнісейські киргизи | Уйгурський каганат                          | Перемога. - Кінець Уйгурського каганату. - Становлення Киргизького каганату.                                                            |
| 840-907 роки  | Підкорення киргизами "Великого Степу"                             | Киргизький каганат | Куча Кашгар Племенні союзи "Великого Степу" | Перемога. - Приоб'є, Алтай, Східний Казахстан, Тива, Монголія, Забайкалля та Західна Маньчжурія входять до складу Киргизького каганату. |
| 920-1209 роки | Міжосібна війна в Киргизькому каганаті                            | Сили різних беків  | Сили різних беків                           | Розпад Киргизького каганату на різні князівства.                                                                                        |
| 1209 рік      | Завоювання киргизьких князівств монголами                         | Єнісейські киргизи | Монгольська імперія                         | Поразка. |

## Хонгорай
Нижче наведено перелік війн племінного союзу Хонгорай.
| Date              | Conflict                                               | Combatant 1                  | Combatant 2        | Result                                                                                               |
| ----------------- | ------------------------------------------------------ | ---------------------------- | ------------------ | --- |
| 1606-XVIII ст.    | Боротьба Хонгораю з імперіалізмом Московського царства | Хонгорай                     | Московське царство | Переселення киргизів на територію Джунагрського ханства (сучасного Киргизстану) у 1703 і 1706 роках. |
| Середина XVII ст. | Боротьба Хонгораю з державою Хотогойтів                | Хонгорай Джунгарське ханство | Держава Хотогойтів | Перемога.                                                                                            |
| XVII-XVIII ст.    | Боротьба Хонгораю з імперіалізмом Імперії Цін          | Хонгорай Джунгарське ханство | Імперія Цін        | Переселення киргизів на територію Джунагрського ханства (сучасного Киргизстану) у 1703 і 1706 роках. |

## Міждержавний період
Нижче наведено перелік конфліктів за участю киргизів у складі Російської імперії, СРСР, Гоміньданського Китаю та Кокандського ханства. 
| Date    | Conflict                                   | Combatant 1               | Combatant 2          | Result |
| ------- | ------------------------------------------ | ------------------------- | -------------------- | --- |
| 1847    | Вторгнення Кенесари в Північний Киргизстан | Киргизи Російська імперія | Казахське ханство    | Перемога. - Смерть Кенесари-хана |
| 1873—76 | Повстання Пулат-хана                       | Киргизи                   | Російська імперія    | Поразка. - Повстання придушено. |
| 1916    | Повстання в Семеріччі                      | Киргизи Казахи            | Російська імперія    | Поразка. - Повстання придушено. - Частина киргизів втекла в Китай де з часом набуває становлення Кизилсу-Киргизька автономна префектура |
| 1930    | Киргизьке повстання (1930)                 | Киргизи                   | Китайська Республіка | Поразка. |
| 1937    | Терористична операція полковника Лоцманова | Киргизи                   | СРСР                 | Поразка. |
| 1990    | Ошська різня                               | Киргизи                   | Узбеки               | Численні жертви серед киргизів та узбеків.                                                                                              |

## Сучасний Киргизстан
Нижче наведено перелік війн за участю Сучасного Киргизстану
| Date | Conflict                       | Combatant 1                 | Combatant 2                | Result |
| ---- | ------------------------------ | --------------------------- | -------------------------- | --- |
| 1999 | Баткенські події               | Киргизстан Узбекистан Росія | Ісламський рух Узбекистану | Перемога. |
| 2010 | Революція у Киргизстані (2010) | Опозиціонери                | Ак Жол                     | Перемога опозиціонерів. - Вигнання президента Курманбека Бакієва. - Зміна державної системи з президентської на парламентську. |